# Emma Ellingsen
Emma Ellingsen (Tønsberg, 9 de septiembre de 2001) es una modelo y youtuber noruega. En su canal de YouTube aparecen tutoriales de maquillaje, videoblogs y videoblogs de viajes. Ellingsen ha firmado con la agencia de modelos Team Models, con sede en Oslo.

## Primeros años
Ellingsen creció en Nøtterøy, una ciudad situada a una hora de tren de Oslo. Ellingsen se declaró transgénero ante su familia y amigos cuando tenía unos nueve años. De niña apareció en el documental noruego Born in the Wrong Body, que se centraba en ella y en otros niños transgénero de Noruega.

## Carrera profesional
A los 17 años, la joven modelo había aparecido en varias portadas de revistas de moda noruegas y en publicaciones internacionales como la revista W, que cuenta con cerca de medio millón de lectores. Su número de seguidores en las redes sociales era muy alto en ese momento, lo que facilitó la colaboración con múltiples marcas y agencias de modelos.
En la actualidad, Ellingsen es uno de los nombres más populares en las redes sociales escandinavas y una estrella emergente de YouTube, ya que su aspecto, su ingenio y su estilo relajado atraen a un gran número de seguidores. Ellingsen había empezado a publicar vídeos de YouTube en inglés a los 15 años para llegar a un público de todo el mundo, lo que hizo que su número de suscriptores aumentara drásticamente, pasando de 40 000 en septiembre de 2017 a unos 300.000 un año después.
Ellingsen es una de las personas de Noruega más seguidas en las redes sociales. Cuenta con más de 650 000 seguidores en Instagram. También tiene 1,7 millones de likes y más de 300 000 seguidores en TikTok.
En enero de 2018, Ellingsen fue nombrada "influencer del año" en la gala de celebridades See and Hear. Con 17 años, también fue nominada al premio "nombre del año" de 2018 otorgado por el periódico Dagbladet, uno de los más importantes de Noruega.
En 2018, se tomó un año sabático para centrarse en su carrera como modelo y en las redes sociales.
Ellingsen fue la figura central del número de junio de 2019 de Elle Noruega.
Una vez descrita como "la Kendall Jenner naciente de Noruega", Ellingsen ha declarado que admira el estilo "relajado" de Jenner, y que obtiene "mucha inspiración de ella y de cualquier otra persona que veo en mi página de Explorar en Instagram, cuando no es todo maquillaje y chicos guapos".
Ellingsen ha trabajado para el vendedor de ropa fashionble NA-KD, modelando productos y creando sus propias colecciones para influencers. En junio de 2020, se anunció que Ellingsen participaría en la serie de televisión noruega The Bloggers.
Protagoniza la serie de televisión Generation Z, que se estrenó en 2018. En 2020, Ellingsen publicó un libro, Emma.